# سنتز پال–کنور
سنتز پال–کنور (به انگلیسی: Paal–Knorr synthesis) که غالبا با عنوان سنتز پال–نور از آن یاد می‌شود، واکنشی در شیمی آلی است که با استفاده از ۴،۱-دی‌کتون‌ها به‌عنوان ماده اولیه و شرایط مورد استفاده، منجر به تولید فوران، پیرول یا تیوفن می‌شود. این روش در ابتدا به‌طور مستقل و توسط دو شیمی‌دانان آلمانی به نام‌های کارل پال و لودویگ کنور در سال ۱۸۸۴ و به‌عنوان روشی برای تهیه مشتقات فوران‌ گزارش شد ولی بعدا این روش برای تهیه مشتق‌های پیرول و تیوفن نیز توسعه پیدا کرد.  اگرچه این رو سنتزی به‌طور گسترده و برای سال‌های زیادی مورد استفاده بوده‌است، اما نحوه انجام و سازوکار واکنش تا دهه ۱۹۹۰ میلادی ناشناخته باقی مانده بود. 
برای انجام واکنش سنتز فوران نیاز به یک کاتالیزور اسیدی برای پیش‌برد مناسب واکنش تشکیل حلقه فوران، ضروری است: 
در سنتز پیرول، از یک آمین نوع اول به‌عنوان منبع تامین نیتروژن مورد نیاز برای حلقه پیرول، استفاده می‌شود: 
برای سنتز تیوفن از ترکیبی مانند فسفر پنتاسولفید برای تامین گوگرد مورد نیاز استفاده می‌شود: 

## سازوکار واکنش

### سنتز فوران
سنتز فوران با کمک کاتالیزور اسیدی موجب پروتون‌دار شدن یکی از گروه‌های کربونیل موجود در ترکیب دی‌کتون پیش‌ماده می‌شود و سپس این کربونیل فعال شده توسط گروه کربونیل دیگر که به‌صورت انولات حضور دارد، مورد حمله قرار می‌گیرد. با انجام یک واکنش آب‌گیری توسط محصول به‌دست آمده از مرحله قبل، حلقه آروماتیک فوران حاصل می‌شود.

### سنتز پیرول
یک سازوکار پیشنهاد شده برای سنتز پیرول با کمک روش پال-کنور به این صورت است که ابتدا کربونیل پروتون‌دار شده توسط آمین مورد حمله قرار می‌گیرد تا یک همی‌آمینال تشکیل شود. در مرحله بعد، آمین تولید شده به گروه کربونیل دیگر حمله می‌کند تا یک مشتقات ۲،۵-دی‌هیدروکسی تتراهیدروپیرول تشکیل شود. همانند مورد فوران، در اینجا نیز ترکیب حاصل با از دست دادن یک مولکول آب طی یک واکنش آب‌گیری، محصول نهایی پیرول را تولید می‌کند.

### سنتز تیوفن
سنتز تیوفن از طریق سنتز پال–کنور، شباهت بسیار زیادی به روش تولید فوران از طریق همین روش دارد. ابتدا دی‌کتون پیش‌ماده با کمک عامل گوگرددار کننده به یک تیوکتون تبدیل می‌شود. در مرحله بعد گروه کربونیل موجود در مولکول پروتون‌دار می‌شود و سپس توسط تیوانول موجود، مورد حمله واقع می‌شود. در نهایت ترکیب تولید شده از مرحله قبل، با انجام یک واکنش آب‌گیری، موجب تولید محصول نهایی تیوفن می‌شود.

## واکنش‌های مرتبط
سنتز پیرول کنور، توسط لودویگ کنور در سال ۱۸۸۴ گزارش شده‌‌است، با این‌حال یکی از واکنش‌های نزیک و مشابه با آن، واکنش سنتز پیرازول است. با این تفاوت که در آن به‌جای استفاده از آمین، سنتز یک حلول جایگزین از یک آمینو کتون و یک کتون است.  یکی از واکنش‌های نزیک و مشابه با روش سنتز پال–کنور برای حلقه پیرول، سنتز کنور برای پیرازول است. در این روش سنتزی به جای استفاده از آمین نوع اول، از ترکیب هیدرازین، هیدرازید و یا سمی‌کاربازیدها استفاده شده‌است. 